# Marinka Chatschatrjan
Marinka Chatschatrjan (armenisch Մարինկա Խաչատրյան; * 8. September 1997 in Jerewan) ist eine armenische Schauspielerin.

## Leben und Karriere
Chatschatrjan wurde am 8. September 1997 in Jerewan geboren. Ihr Debüt gab sie 2014 in der Fernsehserie Slave of love. Anschließend war sie in Full House zu sehen. Von 2016 bis 2017 belegte sie in der Serie The Surrogate Mother eine der Hauptrollen. Unter anderem trat Chatschatrjan in Alien auf. Zwischen 2017 und 2019 spielte sie in Ellen's Diary mit.

## Filmografie
Serien
- 2014–2015: Slave of love
- 2016: Full House
- 2016–2017: The Surrogate Mother
- 2017: Alien
- 2017–2019: Ellen's Diary